# Lurex
Lurex è il marchio inventato dalla Dow Badische Company e introdotto sul mercato dagli anni quaranta, di un tipo di filato con un aspetto metallico. Il filo è l'intreccio di più fibre sintetiche più uno strato di alluminio vaporizzato.
Ha avuto grande popolarità negli anni settanta e ottanta. È tornato ad averne nelle proposte per l'autunno-inverno '98-99 e in quelle per l'estate '99. 

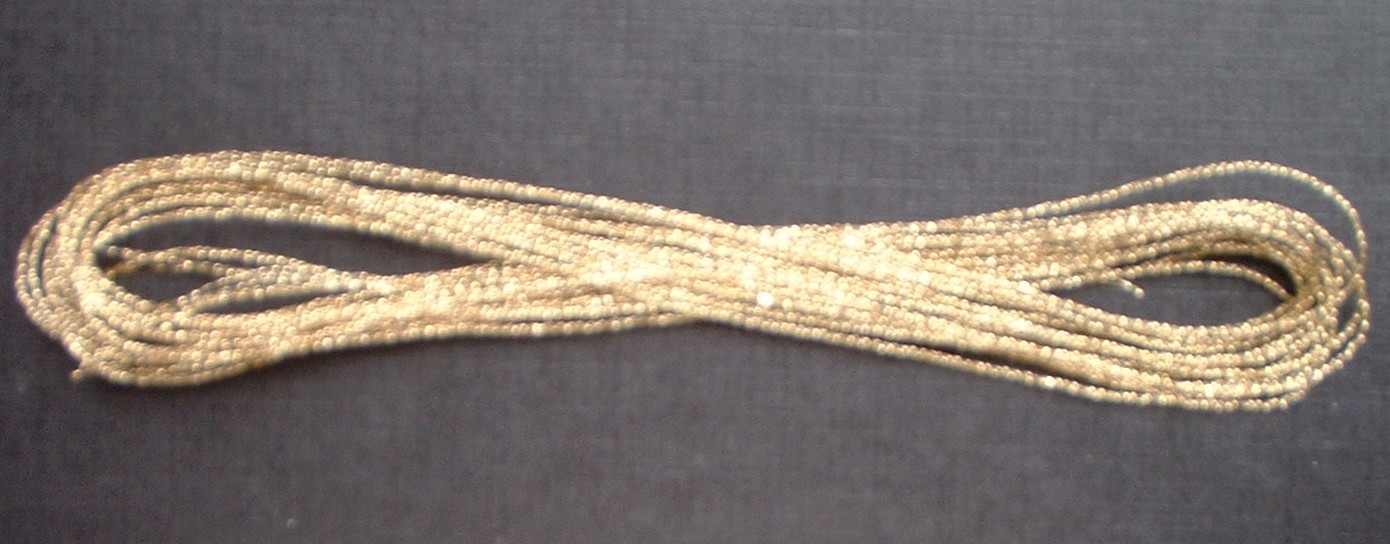
Lurex

Il termine può riferirsi anche a tessuti creati con il filo di lurex.